# Choucador pourpré
Lamprotornis purpureus
Espèce
Statut de conservation UICN

 LC  : Préoccupation mineure
Le Choucador pourpré (Lamprotornis purpureus) est une espèce de passereaux de la famille des Sturnidae.

## Répartition
Il s'agit d'un oiseau sédentaire résidant en Afrique tropicale, du Sénégal et du nord du Zaïre au Soudan et à l'ouest du Kenya.

## Habitat
On le trouve généralement dans les savanes boisées et les champs. Il construit son nid dans un trou.

## Nidification
La couvée normale est de deux œufs.

## Comportement
C'est un oiseau grégaire et bruyant, avec des grincements et bavardages typiques des étourneaux.

## Description
Les adultes trapus mesurent 22 à 23 cm de long et ont une tête et le corps métallique violet, les ailes vertes et luisantes. Ils ont une queue courte et un œil jaune. Les deux sexes sont similaires mais les jeunes sont beaucoup plus ternes, avec le ventre gris et un iris brun.

## Alimentation
Comme la plupart des étourneaux, il est assez omnivore, mangeant des fruits et des insectes.